# آل عويمر (وادي الدواسر)
آل عويمر، هي قرية من فئة (ب) تقع في محافظة وادي الدواسر، والتابعة لمنطقة الرياض في السعودية. وتبعد آل عويمر عن محافظة وادي الدواسر بمسافة تقارب () كم.